# Le Fleix
Le Fleix település Franciaországban, Dordogne megyében. Lakosainak száma 1498 fő (2022. január 1.). Le Fleix Monfaucon, Saint-Avit-Saint-Nazaire, Saint-Pierre-d’Eyraud és Port-Sainte-Foy-et-Ponchapt községekkel határos.

## Népesség
A település népességének változása:
| Lakosok száma | 1253 | 1241 | 1278 | 1408 | 1487 | 1513 | 1485 | 1488 | 1492 | 1498 |
|               | 1968 | 1982 | 1990 | 2006 | 2013 | 2015 | 2017 | 2019 | 2020 | 2022 |